# Agatha och midnattsmorden
Agatha och midnattsmorden (engelska: Agatha and the Midnight Murders) är en brittisk TV-dramafilm från 2020 om deckarförfattaren Agatha Christie. Filmen hade premiär på Channel Five i Storbritannien den 5 oktober 2020. Den regisserades av Joe Stephenson.

## Handling
Christie har problem med att samla in de amerikanska rättigheterna på sina publicerade verk. I ett försök att göra en privat kontantförsäljning av ett manuskript bestämmer hon sig därför för att ta död på sin mest kända karaktär, Hercule Poirot. Hon anlitar en lågmäld man som ska följa med henne som livvakt för en del av priset. Handlingen utspelar sig på ett hotell där Christie förväntar sig att slutföra transaktionen. Christie och hennes livvakt möter de potentiella köparna och en varierad grupp hotellgäster. Spänningen byggs upp när en serie mord äger rum på hotellet.

## Rollista
- Helen Baxendale som Agatha Christie
- Blake Harrison som Travis Pickford
- Jacqueline Boatswain som Audrey Evans
- Gina Bramhill som Grace Nicory
- Daniel Caltagirone som Eli Schneider
- Thomas Chaanhing som Frankie Lei
- Scott Chambers som Clarence Allen
- Vanessa Grasse som Nell Lewis
- Jodie McNee som PC O'Hanauer
- Elizabeth Tan som Jun Yuhuan
- Morgan Watkins som Rocco Vella
- Alistair Petrie som Sir Malcolm Campbell

## Produktion
Inspelningen ägde rum på Malta, direkt efter Agatha och Ishtars förbannelse.

## Mottagande
Serien fick ett dåligt mottagande av kritikerna. I The Guardian skrev Euan Ferguson: "Det var en enda röra: illa planerat, där man spelade upp bitar för skratt eller skräck utan att någonsin uppnå någotdera." Anita Singh från The Daily Telegraph gav serien 2 av 5 stjärnor och skrev: "Alla karaktärers beteende kändes lite konstigt, och det var inte klart om det var av misstag eller avsiktligt. En del var karikatyrer medan andra knappt var där.